# Lomont-sur-Crête
Lomont-sur-Crête település Franciaországban, Doubs megyében. Lakosainak száma 171 fő (2022. január 1.). Lomont-sur-Crête Hyèvre-Magny, Roche-lès-Clerval, Villers-Saint-Martin, Cusance és Guillon-les-Bains községekkel határos.

## Népesség
A település népességének változása:
| Lakosok száma | 118  | 138  | 155  | 158  | 164  | 163  | 171  | 178  | 173  | 171  |
|               | 1968 | 1982 | 1990 | 2006 | 2013 | 2015 | 2017 | 2019 | 2020 | 2022 |